# Cesta nikam
Cesta nikam (1930, Дорога никуда) je román ruského sovětského novoromantického spisovatele Alexandra Grina. Jedná se o poslední autorův román, ve kterém Grin na pozadí boje dobra se zlem vlastně vytvořil svou etickou závěť. Příběh chudého chlapce, který se dostane z bídy, ale zaplete se do boje s podlým boháčem, ve kterém zahyne, se odehrává v autorově vybájené zemi Grinlandie. Ta vykazuje rysy tehdejších demokratických kapitalistických zemí, sice s ostrými sociálními rozdíly, ale bez známky diktatury. Platí se v ní librami i franky, cestuje se z ní do Evropy, jezdí se v ní automobily a vlaky. Jména v románu jsou francouzská, anglická  a španělská.

## Obsah románu
Hlavním hrdinou románu je Tirreus Davenant, kterému je v první části knihy sedmnáct let. Je to chudý, ale čestný a mravně čistý chlapec, jehož otec, advokát, notorický pijan a neúspěšný hazardní hráč, před jedenácti lety zmizel. Při své práci v hostinci získá Tirreus přízeň ušlechtilého a zámožného pana Footroseho a jeho dcer, kteří mu nabídnou možnost žít novým životem. Tuto příležitost mu překazí návrat jeho zpustlého otce, který mu vyhrožuje skandálem a dokonce navštíví jeho přátele a požaduje od nich za syna odstupné. Tirreus chce svým přátelům vysvětlit, že k nim otce neposlal, ale dozví se, že Footrose i s dcerami odjeli do vzdáleného města na divadelní představení. Tirreus se vydá za nimi, po vysilující cestě je sice ještě před divadlem zahlédne, ale pak upadne do mdlob a je hospitalizován se zápalem mozkových blan. Tím je jeho možnost cesty do lepšího světa zničena.
Druhá část románu začíná po devíti letech, během kterých se Tirreus pod cizím jménem Gravelot vypracoval na majitele zájezdního hostince. Když v jeho hostinci urazí bohatý a zhýralý guvernérův syn Van Conet cizí dívku, Tirreus se jí zastane, protože bytostně nesnáší výsměch. Ve vzniklé hádce dojde i na pohlavky a vše skončí výzvou na souboj. Zbabělý Van Coet se však souboje bojí. Podstrčí proto Tirreovi kontraband a pošle na něho celní hlídku. Tirreus se schová na podloudnické lodi, ta je však celníky objevena. Dojde k přestřelce, při které jsou někteří celníci zabiti, Tirreus zraněn a zajat. Je uvězněn a odsouzen k smrti. Jeho přátelé se jej snaží zachránit a dokonce prokopou tajnou podzemní chodbu do jeho cely. Tirreus však již nedokáže uprchnout, protože jeho špatně léčené zranění mu přivodí otravu krve. Za této situace se Tirreusovi přátelé obrátí na Van Conetovu manželku Consuelu (což je španělsky utěšitelka), milou a důvěřivou dívku, která se domnívala že může Van Coneta změnit a kterou si Van Conet vzal kvůli věnu. Když se Consuela dozví, jak se její manžel podle zachoval, donutí ho, aby se přiznal a dokonce mu za toto přiznání zaplatí. Její manželství se tím rozpadá. Tirreus je sice omilostněn, ale na otravu krve umírá. 

## Filmové adaptace
- Дорога никуда (1992, Cesta nikam), sovětský film, režie Alexandr Muratov.

## Česká vydání
- Cesta nikam, SNDK, Praha 1960, přeložila Zdeňka Psůtková, znovu 1968 a Melantrich, Praha 1980.
- Zlatý řetěz, Cesta nikam, Albatros, Praha 1984, přeložila Olga Ptáčková-Macháčková a Zdeňka Psůtková.